# Ecuación exponencial
Una  ecuación exponencial es aquella en la que la incógnita aparece, únicamente, en los exponentes de potencias de bases constantes.  La incógnita puede aparecer en el exponente de uno  o   más  términos, en cualquier miembro de la ecuación. Es decir, una constante  está elevada a una función de la incógnita a despejar, usualmente representada por "X". Para resolver dichas ecuaciones se recurren a las propiedades de la potenciación, la radicación de los logaritmos y cambio de la incógnita por otra cosa. 

## Definición
Sea a un número real fijo, positivo y diferente de 1, entonces la ecuación:
{\displaystyle a^{x}=b}
se denomina ecuación exponencial elemental.

## Formas de resolución
Depende del tipo de ecuación exponencial del que se trate, hay diversas formas de resolverla, por su nivel de dificultad. Las más fáciles son por simple inspección, es decir, se descompone la parte numérica en sus factores primos y aplicando logaritmos a ambos lados de la igualdad. A continuación se brindan algunos ejemplos.

### Igualación de bases
Sea la ecuación del siguiente ejemplo:

{\displaystyle 2^{x+1}=16\,}

Si el primer miembro tiene sólo un término y el término del segundo miembro es potencia de la base del término del primer miembro, entonces el segundo miembro, se expresa como potencia de la base de la expresión que contiene la incógnita. En el ejemplo 16 es potencia de la base dos de {\displaystyle 2^{x+1}}.

{\displaystyle 2^{x+1}=2^{4}\,}

Luego, por la siguiente propiedad: {\displaystyle a^{x}=a^{y}\Rightarrow x=y\,}, tenemos:
{\displaystyle x+1=4\,}
{\displaystyle x=4-1\,}
{\displaystyle x=3\,}

### Cambio de variables
Sea la ecuación exponencial del ejemplo:

{\displaystyle 2\cdot 7^{x+2}+7^{x}=33957\,}

Vamos a escribirla así:

{\displaystyle 2\cdot (7^{x})\cdot 7^{2}+(7^{x})=33957}

Aplicamos el cambio de variable, y escribimos:

{\displaystyle 7^{x}=a\,}

Ahora, al reemplazar, se tiene:

{\displaystyle 2a\cdot 49+a=33957\,}

Despejamos {\displaystyle a\,}:

{\displaystyle 99a=33957\,}

{\displaystyle a={\frac {33957}{99}}\,}

{\displaystyle a=343\,}

Ahora, recordemos que {\displaystyle a=7^{x}\,}, luego:

{\displaystyle 343=7^{x}\,}

{\displaystyle 7^{3}=7^{x}\,}

{\displaystyle 3=x\,}

### Convirtiendo a una algebraica
Resolver la ecuación
2·9x - 3x+1 -2 = 0
Puesto que la ecuación propuesta puede ser escrita en la forma
2·(3x)2 - 3·3x - 2 = 0
Luego con la sustitución y = 3x, se tiene respecto a y la ecuación algebraica de segundo grado
2y2 - 3y -2 = 0.
Resolviendo resulta y = 2;  y = -1/2. La última solución es imposible, pues 3x > 0. En tal caso 3x = 2;
x = log32 = ln2  : ln3 = 0.6309 ( logaritmos naturales);

### Usando logaritmos
Sea la ecuación:

{\displaystyle 4^{x+1}\cdot 8^{x}=4096\,}

Usamos logaritmo a ambos lados de la ecuación:

{\displaystyle \log _{2}(4^{x+1}\cdot 8^{x})=\log _{2}4096}

Por propiedades de los logaritmos, tenemos:

{\displaystyle \log _{2}(4^{x+1})+\log _{2}(8^{x})=\log _{2}4096}

{\displaystyle (x+1)\cdot \log _{2}4+x\cdot \log _{2}8=\log _{2}4096\,}

Operando:

{\displaystyle (x+1)\cdot 2+x\cdot 3=12\,}

{\displaystyle 2x+2+3x=12\,}

{\displaystyle 5x=10\,}

De donde sale:

{\displaystyle x=2\,}

#### Otra manera de resolver
Sea la ecuación 4x+1·8x = 4096, pasando las bases de potencia: 4 y 8 a potencias de 2, como también 4096 = 212, se tiene
22x+2·23x = 212, igualando los exponentes resulta
(2x +2) + 3x = 12, finalmente
5x = 10; por tanto x = 2.

### Ecuaciones exponenciales más complejas
Cuando la incógnita se encuentra en el índice de una raíz, también se la considera exponencial, ya que sólo basta escribirla como exponente fraccionario.
Sea la ecuación:

{\displaystyle {\sqrt[{3x+1}]{2^{x+2}}}=8}

Vemos que la variable se encuentra también en el exponente de una raíz. Por las propiedades de la radicación, vamos a escribirla así:

{\displaystyle 2^{\frac {x+2}{3x+1}}=8\,}

Aplicamos el método de igualación de bases:

{\displaystyle 2^{\frac {x+2}{3x+1}}=2^{3}\,}

O sea:

{\displaystyle {\frac {x+2}{3x+1}}=3\,}

Operando, obtenemos:

{\displaystyle x=-{\frac {1}{8}}\,}

## Otras aplicaciones de las ecuaciones exponenciales
Veamos esta ecuación:

{\displaystyle 1+2+4+8+\cdots +2^{x}=1023}

Vemos que se trata de una progresión geométrica. Para resolver esta suma de los n términos de una progresión geométrica, sabiendo que dicha progresión tiene 5 términos. Así:

{\displaystyle S_{n}={\cfrac {a_{n}r-a_{1}}{r-1}}}

Se convierte en:

{\displaystyle 1023={\frac {2^{x}\cdot 2-1}{2-1}}}

O sea:

{\displaystyle 1023=2^{x}\cdot 2-1}

{\displaystyle 1024=2^{x}\cdot 2}

{\displaystyle 512=2^{x}\,}

Igualando las bases:

{\displaystyle 2^{9}=2^{x}\,}

De donde sale:

{\displaystyle 9=x\,}

El mismo razonamiento es aplicable para cualquier progresión geométrica.

### El interés compuesto
Si C representa el capital invertido a una tasa de r por ciento anual, y m denota el número de veces al año que se acumula el interés, entonces el monto acumulado M después de x años, se calcula mediante la fórmula:
M = C(1+r/m)mx
El valor de x se evalúa mediante logaritmos.
También en el caso de la desintegración de cierto material radiactivo, se cumple la fórmula:
Q = Q0·10-kt
donde Q está en gramos; t, en años, Q0, también en gramos y k una constante de variación de la cantidad de sustancia con respecto a la masa de la sustancia.

### Función exponencial
Las ecuaciones exponenciales también surgen cuando se quieren calcular raíces o puntos particulares de las funciones exponenciales.
En la función exponencial {\displaystyle f\colon \mathbb {R} \to \mathbb {R} \;/\;f(x)=2^{x}\,}, para saber en qué punto su gráfica corta al eje de ordenadas, se debe plantear la ecuación:

{\displaystyle 2^{0}=x\,}

Operando se llega a la conclusión de que {\displaystyle x=1\,}.
Si se quiere saber en qué punto del eje de abscisas la gráfica interseca al eje de ordenadas en el punto 1, se plantea:

{\displaystyle 2^{x}=1\,}

{\displaystyle x=0\,}

Otro ejemplo:
Hallar el valor de {\displaystyle x\,} si tal que {\displaystyle f(x)=12} si {\displaystyle f(x)=3^{x}\,}

{\displaystyle 3^{x}=12\,}

{\displaystyle \log {3^{x}}=\log {12}\,}

{\displaystyle x={\frac {\log {12}}{\log {3}}}\approx 2{,}262}